# Copa Libertadores 2018
La Copa Libertadores 2018, denominada oficialmente Copa Conmebol Libertadores 2018, fue la quincuagésima novena edición del torneo de clubes más importante de América del Sur, organizado por la Confederación Sudamericana de Fútbol, en la que participaron equipos de diez países sudamericanos: Argentina, Bolivia, Brasil, Chile, Colombia, Ecuador, Paraguay, Perú, Uruguay y Venezuela. El torneo tuvo un receso entre la fase de grupos y los octavos de final, debido a la realización de la Copa Mundial de Fútbol de 2018 en Rusia.
El sorteo de las fases preliminares y de grupos se realizó el 20 de diciembre de 2017 en la sede de la Conmebol, ubicada en Luque, Paraguay, mismo día en el que se sorteó también la primera fase de la Copa Sudamericana 2018.
Esta edición será recordada por la histórica final disputada entre los clubes argentinos Boca Juniors y River Plate, una de las rivalidades más grandes del mundo, y por la decisión de la Conmebol de trasladar la vuelta de la final por única vez en la historia del certamen, a tierras europeas, tras los incidentes ocurridos previo al inicio del partido de vuelta, en las inmediaciones del Estadio Monumental. El campeón fue River Plate, al derrotar por un global de 5-3 al conjunto xeneize. Por la obtención de la copa, clasificó a la Copa Mundial de Clubes de la FIFA 2018, y disputó la Recopa Sudamericana 2019 ante Athletico Paranaense de Brasil. Asimismo, accedió de manera directa a la fase de grupos de la Copa Libertadores 2019.
La final de esta edición fue la última que se desarrolló en partidos de ida y vuelta, debido a la decisión de la Conmebol de disputar la final a partido único en terreno neutral a partir del año siguiente.

## Formato
Al igual que la edición anterior, la competición contó con tres fases clasificatorias de eliminación directa, en las que participaron 19 equipos, de los cuales 4 lograron la clasificación a fase de grupos y se sumaron a los 28 ya clasificados; de la fase de grupos accedieron los 2 primeros de cada grupo a las cuatro últimas fases (octavos de final, cuartos de final, semifinales y final), también de eliminación directa con los mejores 16 equipos, hasta declarar al campeón. Además 10 equipos fueron transferidos a la Copa Sudamericana 2018 (los terceros de la fase de grupos y los 2 mejores perdedores de la Fase 3).
|                             |                             | Equipos que entran en esta fase | Equipos que provienen de la fase anterior                                           |
| --------------------------- | --------------------------- | --- | ----------------------------------------------------------------------------------- |
| Fase 1 (6 equipos)          | Fase 1 (6 equipos)          | - 1 equipo de Bolivia, Ecuador, Paraguay, Perú, Uruguay y Venezuela |                                                                                     |
| Fase 2 (16 equipos)         | Fase 2 (16 equipos)         | - 2 equipos de Brasil, Chile y Colombia. - 1 equipo de Argentina, Bolivia, Ecuador, Paraguay, Perú, Uruguay y Venezuela                                                                                                   | - 3 equipos clasificados de la Fase 1                                               |
| Fase 3 (8 equipos)          | Fase 3 (8 equipos)          | | - 8 equipos clasificados de la Fase 2                                               |
| Fase de grupos (32 equipos) | Fase de grupos (32 equipos) | - 5 equipos de Brasil y Argentina - 2 equipos de Chile, Colombia, Bolivia, Ecuador, Paraguay, Perú, Uruguay y Venezuela - 1 equipo, campeón de la Copa Libertadores 2017 - 1 equipo, campeón de la Copa Sudamericana 2017 | - 4 equipos clasificados de la Fase 3                                               |
| Fases finales (16 equipos)  | Fases finales (16 equipos)  | | - 8 equipos primeros de la Fase de grupos - 8 equipos segundos de la Fase de grupos |

### Distribución de cupos
| Asociación                      | Cupos | Fase de grupos | Fase 3 | Fase 2 | Fase 1 |
| ------------------------------- | ----- | -------------- | ------ | ------ | ------ |
| Brasil                          | 7     | 5              | –      | 2      | –      |
| Argentina                       | 6     | 5              | –      | 1      | –      |
| Bolivia                         | 4     | 2              | –      | 1      | 1      |
| Chile                           | 4     | 2              | –      | 2      | –      |
| Colombia                        | 4     | 2              | –      | 2      | –      |
| Ecuador                         | 4     | 2              | –      | 1      | 1      |
| Paraguay                        | 4     | 2              | –      | 1      | 1      |
| Perú                            | 4     | 2              | –      | 1      | 1      |
| Uruguay                         | 4     | 2              | –      | 1      | 1      |
| Venezuela                       | 4     | 2              | –      | 1      | 1      |
| Campeón de la Copa Libertadores | 1     | 1              | –      | –      | –      |
| Campeón de la Copa Sudamericana | 1     | 1              | –      | –      | –      |
| Fase anterior                   | -     | 4              | 8      | 3      | -      |
| Total                           | 47    | 32             | 8      | 16     | 6      |

### Calendario
Según lo publicado en el sitio oficial de la Conmebol. Por cuestiones de seguridad, la Conmebol anunció cambios para las fechas de la instancia final.
| Fase             | Fase             | Fecha de sorteo         | Ida | Vuelta |
| ---------------- | ---------------- | ----------------------- | --- | --- |
| Fase 1           | Fase 1           | 20 de diciembre de 2017 | 22 de enero | 26 de enero |
| Fase 2           | Fase 2           | 20 de diciembre de 2017 | 30 de enero al 1 de febrero | 6 al 8 de febrero |
| Fase 3           | Fase 3           | 20 de diciembre de 2017 | 13 al 15 de febrero | 20 al 22 de febrero |
| Fase de grupos   | Fase de grupos   | 20 de diciembre de 2017 | Semana 1: 27 de febrero al 1 de marzo Semana 2: 13 al 15 de marzo Semana 3: 3 al 5 de abril Semana 4: 17 al 19 de abril Semana 5: 24 al 26 de abril Semana 6: 1 al 3 de mayo Semana 7: 15 al 17 de mayo Semana 8: 22 al 24 de mayo | Semana 1: 27 de febrero al 1 de marzo Semana 2: 13 al 15 de marzo Semana 3: 3 al 5 de abril Semana 4: 17 al 19 de abril Semana 5: 24 al 26 de abril Semana 6: 1 al 3 de mayo Semana 7: 15 al 17 de mayo Semana 8: 22 al 24 de mayo |
| Octavos de final | Octavos de final | 4 de junio de 2018      | 7 al 9 de agosto | 28 al 30 de agosto |
| Cuartos de final | Cuartos de final | 4 de junio de 2018      | 18 al 20 de septiembre | 2 al 4 de octubre |
| Semifinales      | Semifinales      | 4 de junio de 2018      | 23 al 25 de octubre | 30 de octubre al 1 de noviembre |
| Final            | Final            | 4 de junio de 2018      | 11 de noviembre | 9 de diciembre |

## Equipos participantes
| País                                                        | Equipo                                                                                        | Vía de clasificación |
| ----------------------------------------------------------- | --------------------------------------------------------------------------------------------- | --- |
| Argentina 6 cupos + campeón vigente de la Copa Sudamericana | Independiente Boca Juniors River Plate Atlético Tucumán Estudiantes (LP) Racing Club Banfield | Campeón de la Copa Sudamericana 2017 Campeón del Campeonato de Primera División 2016-17 Subcampeón del Campeonato de Primera División 2016-17 y campeón de la Copa Argentina 2016-17 Subcampeón de la Copa Argentina 2016-17 3.º puesto del Campeonato de Primera División 2016-17 4.º puesto del Campeonato de Primera División 2016-17 5.º puesto del Campeonato de Primera División 2016-17 |
| Bolivia 4 cupos                                             | The Strongest Bolívar Jorge Wilstermann Oriente Petrolero                                     | Campeón del Torneo Apertura 2016 Campeón del Torneo Apertura 2017 y del Torneo Clausura 2017 3.º puesto del Torneo Clausura 2017 3.° puesto de la Tabla Acumulada del Campeonato de Primera División 2016-17 |
| Brasil 7 cupos + campeón vigente de la Copa Libertadores    | Grêmio Corinthians Cruzeiro Palmeiras Santos Flamengo Vasco da Gama Chapecoense               | Campeón de la Copa Libertadores 2017 Campeón del Campeonato Brasileño de Serie A 2017 Campeón de la Copa de Brasil 2017 Subcampeón del Campeonato Brasileño de Serie A 2017 3.º puesto del Campeonato Brasileño de Serie A 2017 6.º puesto del Campeonato Brasileño de Serie A 2017 7.º puesto del Campeonato Brasileño de Serie A 2017 8.º puesto del Campeonato Brasileño de Serie A 2017    |
| Chile 4 cupos                                               | Universidad de Chile Colo-Colo Santiago Wanderers Universidad de Concepción                   | Campeón del Torneo Clausura 2017 Campeón del Torneo Transición 2017 Campeón de la Copa Chile 2017 Ganador de la Definición Pre-Libertadores 2017 |
| Colombia 4 cupos                                            | Atlético Nacional Millonarios Santa Fe Junior                                                 | Campeón del Torneo Apertura 2017 Campeón del Torneo Finalización 2017 3.º puesto de la Tabla de reclasificación de la Categoría Primera A 2017 Campeón de la Copa Colombia 2017 |
| Ecuador 4 cupos                                             | Emelec Delfín Independiente del Valle Macará                                                  | Campeón del Campeonato Ecuatoriano de Serie A 2017 Subcampeón del Campeonato Ecuatoriano de Serie A 2017 3.° puesto de la Tabla acumulada del Campeonato Ecuatoriano de Serie A 2017 4.° puesto de la Tabla acumulada del Campeonato Ecuatoriano de Serie A 2017 |
| Paraguay 4 cupos                                            | Cerro Porteño Libertad Guaraní Olimpia                                                        | Campeón del Torneo Clausura 2017 con mayor puntaje de Tabla acumulada 2017 Campeón del Torneo Apertura 2017 con menor puntaje de Tabla acumulada 2017 1.° puesto de la Tabla acumulada del Campeonato de Primera División 2017 3.° puesto de la Tabla acumulada del Campeonato de Primera División 2017                                                                                        |
| Perú 4 cupos                                                | Alianza Lima Real Garcilaso Melgar Universitario                                              | Campeón del Campeonato Descentralizado 2017 Subcampeón del Campeonato Descentralizado 2017 Campeón del Torneo de Verano 2017 4.° puesto de la Tabla acumulada del Campeonato Descentralizado 2017 |
| Uruguay 4 cupos                                             | Peñarol Defensor Sporting Nacional Montevideo Wanderers                                       | Campeón del Campeonato Uruguayo de 2017 Subcampeón del Campeonato Uruguayo de 2017 3.° puesto de la Tabla anual del Campeonato Uruguayo de Primera División 2017 4.° puesto de la Tabla anual del Campeonato Uruguayo de Primera División 2017 |
| Venezuela 4 cupos                                           | Monagas Deportivo Lara Carabobo Deportivo Táchira                                             | Campeón de la Primera División 2017 Subcampeón de la Primera División 2017 1.° puesto de la Tabla acumulada de la Primera División 2017 2.° puesto de la Tabla acumulada de la Primera División 2017 |

### Distribución geográfica de los equipos
Distribución geográfica de las sedes de los equipos participantes:

## Sorteo
El sorteo se realizó el 20 de diciembre de 2017 en la sede de la Confederación, ubicada en la ciudad de Luque, Paraguay. En ese mismo día, se sorteó la primera fase de la Copa Sudamericana 2018.
Los bombos fueron distribuidos de acuerdo con el Ranking Conmebol Libertadores 2018.

### Fase 1
| Bombo 1                                                     | Bombo 2                                                             |
| ----------------------------------------------------------- | ------------------------------------------------------------------- |
| - Olimpia (9) - Universitario (40) - Deportivo Táchira (46) | - Montevideo Wanderers (70) - Oriente Petrolero (76) - Macará (208) |

### Fase 2
| Bombo 1 | Bombo 2 |
| --- | --- |
| - Nacional (5) - Santa Fe (21) - Guaraní (28) - Independiente del Valle (29) - Jorge Wilstermann (43) - Vasco da Gama (54) - Junior (60) - Melgar (82) | - Chapecoense (89) - Banfield (91) - Santiago Wanderers (126) - Carabobo (161) - Universidad de Concepción (193) - Fase 1 Ganador E1 - Fase 1 Ganador E2 - Fase 1 Ganador E3 |

### Fase de grupos
| Bombo 1 | Bombo 2 | Bombo 3 | Bombo 4 |
| --- | --- | --- | --- |
| - Grêmio (3). - River Plate (1) - Boca Juniors (2) - Atlético Nacional (4) - Peñarol (6) - Santos (11) - Corinthians (12) - Cruzeiro (13) | - Independiente (31) - Emelec (14) - Estudiantes (LP) (17) - Cerro Porteño (18) - Palmeiras (22) - Bolívar (23) - Libertad (24) - Universidad de Chile (25) | - The Strongest (26) - Colo-Colo (27) - Racing Club (33) - Flamengo (35) - Defensor Sporting (36) - Alianza Lima (58) - Millonarios (65) - Real Garcilaso (68) | - Atlético Tucumán (88) - Deportivo Lara (105) - Delfín (206) - Monagas (207) - Fase 3 Ganador G1 - Fase 3 Ganador G2 - Fase 3 Ganador G3 - Fase 3 Ganador G4 |

| 1. 2. 3. |

## Fases clasificatorias

### Fase 1
| Fechas           | Local en la ida        | Global | Local en la vuelta     | Ida                                                      | Vuelta                                                   | Llave |
| ---------------- | ---------------------- | ------ | ---------------------- | -------------------------------------------------------- | -------------------------------------------------------- | ----- |
| 22 y 26 de enero | Montevideo Wanderers   | 0:2    | Olimpia                | 0:0 Archivado el 14 de abril de 2021 en Wayback Machine. | 0:2 Archivado el 14 de abril de 2021 en Wayback Machine. | E1    |
| 22 y 26 de enero | Macará                 | 1:1    | Deportivo Táchira (v.) | 1:1 Archivado el 14 de abril de 2021 en Wayback Machine. | 0:0 Archivado el 14 de abril de 2021 en Wayback Machine. | E2    |
| 22 y 26 de enero | (v.) Oriente Petrolero | 3:3    | Universitario          | 2:0 Archivado el 14 de abril de 2021 en Wayback Machine. | 1:3 Archivado el 14 de abril de 2021 en Wayback Machine. | E3    |

### Fase 2
| Fechas                     | Local en la ida           | Global | Local en la vuelta      | Ida                                                      | Vuelta                                                   | Llave |
| -------------------------- | ------------------------- | ------ | ----------------------- | -------------------------------------------------------- | -------------------------------------------------------- | ----- |
| 1 y 8 de febrero           | Deportivo Táchira         | 2:3    | Santa Fe                | 2:3 Archivado el 14 de abril de 2021 en Wayback Machine. | 0:0 Archivado el 14 de abril de 2021 en Wayback Machine. | C1    |
| 31 de enero y 7 de febrero | Chapecoense               | 0:2    | Nacional                | 0:1 Archivado el 14 de abril de 2021 en Wayback Machine. | 0:1 Archivado el 14 de abril de 2021 en Wayback Machine. | C2    |
| 1 y 8 de febrero           | Oriente Petrolero         | 3:4    | Jorge Wilstermann       | 1:2 Archivado el 14 de abril de 2021 en Wayback Machine. | 2:2 Archivado el 14 de abril de 2021 en Wayback Machine. | C3    |
| 30 de enero y 6 de febrero | Carabobo                  | 1:6    | Guaraní                 | 1:0 Archivado el 14 de abril de 2021 en Wayback Machine. | 0:6 Archivado el 14 de abril de 2021 en Wayback Machine. | C4    |
| 1 y 8 de febrero           | Olimpia                   | 2:3    | Junior                  | 1:0 Archivado el 14 de abril de 2021 en Wayback Machine. | 1:3 Archivado el 14 de abril de 2021 en Wayback Machine. | C5    |
| 31 de enero y 7 de febrero | Universidad de Concepción | 0:6    | Vasco da Gama           | 0:4 Archivado el 14 de abril de 2021 en Wayback Machine. | 0:2 Archivado el 14 de abril de 2021 en Wayback Machine. | C6    |
| 30 de enero y 6 de febrero | (v.) Banfield             | 3:3    | Independiente del Valle | 1:1 Archivado el 14 de abril de 2021 en Wayback Machine. | 2:2 Archivado el 14 de abril de 2021 en Wayback Machine. | C7    |
| 30 de enero y 6 de febrero | Santiago Wanderers        | 2:1    | Melgar                  | 1:1 Archivado el 14 de abril de 2021 en Wayback Machine. | 1:0 Archivado el 14 de abril de 2021 en Wayback Machine. | C8    |

### Fase 3
| Fechas          | Local en la ida    | Global       | Local en la vuelta | Ida                                                      | Vuelta                                                   | Llave |
| --------------- | ------------------ | ------------ | ------------------ | -------------------------------------------------------- | -------------------------------------------------------- | ----- |
| 13 y 20 febrero | Santiago Wanderers | 1:5          | Santa Fe           | 1:2 Archivado el 14 de abril de 2021 en Wayback Machine. | 0:3 Archivado el 14 de abril de 2021 en Wayback Machine. | G1    |
| 14 y 21 febrero | Banfield           | 2:3          | Nacional           | 2:2 Archivado el 14 de abril de 2021 en Wayback Machine. | 0:1 Archivado el 14 de abril de 2021 en Wayback Machine. | G2    |
| 14 y 21 febrero | Vasco da Gama      | 4:4 (3:2 p.) | Jorge Wilstermann  | 4:0 Archivado el 14 de abril de 2021 en Wayback Machine. | 0:4 Archivado el 14 de abril de 2021 en Wayback Machine. | G3    |
| 15 y 22 febrero | Junior             | 1:0          | Guaraní            | 1:0 Archivado el 14 de abril de 2021 en Wayback Machine. | 0:0 Archivado el 14 de abril de 2021 en Wayback Machine. | G4    |

Nota: Los equipos con mejor ubicación en el Ranking Conmebol jugaron como locales en el partido de vuelta.

#### Tabla de equipos eliminados
Los 2 mejores perdedores de la Fase 3 fueron transferidos a la segunda fase de la Copa Sudamericana 2018.

|  | Equipos transferidos a la segunda fase de la Copa Sudamericana 2018 |
|  | Equipos eliminados de la competición.                               |

| Equipo             | Pts. | PJ | PG | PE | PP | GF | GC | DG |
| ------------------ | ---- | -- | -- | -- | -- | -- | -- | -- |
| Jorge Wilstermann  | 3    | 2  | 1  | 0  | 1  | 4  | 4  | 0  |
| Banfield           | 1    | 2  | 0  | 1  | 1  | 2  | 3  | –1 |
| Guaraní            | 1    | 2  | 0  | 1  | 1  | 0  | 1  | –1 |
| Santiago Wanderers | 0    | 2  | 0  | 0  | 2  | 1  | 5  | –4 |

## Fase de grupos
A diferencia de ediciones anteriores, la Conmebol decidió nombrar a los grupos con letras y no con números.
Los dos primeros equipos de cada uno de ellos pasaron a los octavos de final y los terceros fueron transferidos a la segunda fase de la Copa Sudamericana 2018. Los criterios de clasificación fueron los siguientes:
1. Puntos obtenidos.
2. Diferencia de goles.
3. Mayor cantidad de goles marcados.
4. Mayor cantidad de goles marcados como visitante.
5. Ubicación en el Ranking Conmebol.

|  | Equipos clasificados a los Octavos de final.                         |
|  | Equipos transferidos a la segunda fase de la Copa Sudamericana 2018. |
|  | Equipos eliminados de la competición.                                |

### Grupo A
| Equipo            | Pts. | PJ | PG | PE | PP | GF | GC | DG |
| ----------------- | ---- | -- | -- | -- | -- | -- | -- | -- |
| Grêmio            | 14   | 6  | 4  | 2  | 0  | 13 | 2  | 11 |
| Cerro Porteño     | 13   | 6  | 4  | 1  | 1  | 8  | 8  | 0  |
| Defensor Sporting | 4    | 6  | 1  | 1  | 4  | 5  | 7  | –2 |
| Monagas           | 3    | 6  | 1  | 0  | 5  | 5  | 14 | –9 |

| \| Fecha \| Lugar \| Local \| Resultado \| Visitante \| \| ------------- \| ------------ \| ----------------- \| ---------------------------------------------------------- \| ----------------- \| \| 27 de febrero \| Maturín \| Monagas \| 0:2 Archivado el 29 de agosto de 2021 en Wayback Machine. \| Cerro Porteño \| \| 27 de febrero \| Montevideo \| Defensor Sporting \| 1:1 Archivado el 31 de agosto de 2021 en Wayback Machine. \| Grêmio \| \| 13 de marzo \| Asunción \| Cerro Porteño \| 2:1 Archivado el 14 de abril de 2021 en Wayback Machine. \| Defensor Sporting \| \| 4 de abril \| Porto Alegre \| Grêmio \| 4:0 Archivado el 14 de abril de 2021 en Wayback Machine. \| Monagas \| \| 17 de abril \| Montevideo \| Defensor Sporting \| 3:1 Archivado el 14 de abril de 2021 en Wayback Machine. \| Monagas \| \| 17 de abril \| Asunción \| Cerro Porteño \| 0:0 Archivado el 14 de abril de 2021 en Wayback Machine. \| Grêmio \| \| 25 de abril \| Maturín \| Monagas \| 1:0 Archivado el 14 de abril de 2021 en Wayback Machine. \| Defensor Sporting \| \| 1 de mayo \| Porto Alegre \| Grêmio \| 5:0 Archivado el 14 de abril de 2021 en Wayback Machine. \| Cerro Porteño \| \| 15 de mayo \| Montevideo \| Defensor Sporting \| 0:1 Archivado el 14 de abril de 2021 en Wayback Machine. \| Cerro Porteño \| \| 15 de mayo \| Maturín \| Monagas \| 1:2 Archivado el 14 de abril de 2021 en Wayback Machine. \| Grêmio \| \| 23 de mayo \| Asunción \| Cerro Porteño \| 3:2 Archivado el 14 de abril de 2021 en Wayback Machine. \| Monagas \| \| 23 de mayo \| Porto Alegre \| Grêmio \| 1:0 Archivado el 24 de febrero de 2021 en Wayback Machine. \| Defensor Sporting \| |              |                   |                                                            |                   |
| Fecha | Lugar        | Local             | Resultado                                                  | Visitante         |
| 27 de febrero | Maturín      | Monagas           | 0:2 Archivado el 29 de agosto de 2021 en Wayback Machine.  | Cerro Porteño     |
| 27 de febrero | Montevideo   | Defensor Sporting | 1:1 Archivado el 31 de agosto de 2021 en Wayback Machine.  | Grêmio            |
| 13 de marzo | Asunción     | Cerro Porteño     | 2:1 Archivado el 14 de abril de 2021 en Wayback Machine.   | Defensor Sporting |
| 4 de abril | Porto Alegre | Grêmio            | 4:0 Archivado el 14 de abril de 2021 en Wayback Machine.   | Monagas           |
| 17 de abril | Montevideo   | Defensor Sporting | 3:1 Archivado el 14 de abril de 2021 en Wayback Machine.   | Monagas           |
| 17 de abril | Asunción     | Cerro Porteño     | 0:0 Archivado el 14 de abril de 2021 en Wayback Machine.   | Grêmio            |
| 25 de abril | Maturín      | Monagas           | 1:0 Archivado el 14 de abril de 2021 en Wayback Machine.   | Defensor Sporting |
| 1 de mayo | Porto Alegre | Grêmio            | 5:0 Archivado el 14 de abril de 2021 en Wayback Machine.   | Cerro Porteño     |
| 15 de mayo | Montevideo   | Defensor Sporting | 0:1 Archivado el 14 de abril de 2021 en Wayback Machine.   | Cerro Porteño     |
| 15 de mayo | Maturín      | Monagas           | 1:2 Archivado el 14 de abril de 2021 en Wayback Machine.   | Grêmio            |
| 23 de mayo | Asunción     | Cerro Porteño     | 3:2 Archivado el 14 de abril de 2021 en Wayback Machine.   | Monagas           |
| 23 de mayo | Porto Alegre | Grêmio            | 1:0 Archivado el 24 de febrero de 2021 en Wayback Machine. | Defensor Sporting |

### Grupo B
| Equipo            | Pts. | PJ | PG | PE | PP | GF | GC | DG |
| ----------------- | ---- | -- | -- | -- | -- | -- | -- | -- |
| Atlético Nacional | 10   | 6  | 3  | 1  | 2  | 9  | 3  | 6  |
| Colo-Colo         | 8    | 6  | 2  | 2  | 2  | 5  | 5  | 0  |
| Bolívar           | 8    | 6  | 2  | 2  | 2  | 6  | 9  | −3 |
| Delfín            | 7    | 6  | 2  | 1  | 3  | 6  | 9  | −3 |

| \| Fecha \| Lugar \| Local \| Resultado \| Visitante \| \| ------------- \| -------- \| ----------------- \| --------------------------------------------------------- \| ----------------- \| \| 27 de febrero \| Santiago \| Colo-Colo \| 0:1 Archivado el 29 de agosto de 2021 en Wayback Machine. \| Atlético Nacional \| \| 28 de febrero \| Manta \| Delfín \| 1:1 Archivado el 28 de agosto de 2021 en Wayback Machine. \| Bolívar \| \| 14 de marzo \| La Paz \| Bolívar \| 1:1 Archivado el 14 de abril de 2021 en Wayback Machine. \| Colo-Colo \| \| 14 de marzo \| Medellín \| Atlético Nacional \| 4:0 Archivado el 14 de abril de 2021 en Wayback Machine. \| Delfín \| \| 5 de abril \| Santiago \| Colo-Colo \| 0:2 Archivado el 14 de abril de 2021 en Wayback Machine. \| Delfín \| \| 5 de abril \| La Paz \| Bolívar \| 1:0 Archivado el 14 de abril de 2021 en Wayback Machine. \| Atlético Nacional \| \| 24 de abril \| Medellín \| Atlético Nacional \| 4:1 Archivado el 14 de abril de 2021 en Wayback Machine. \| Bolívar \| \| 2 de mayo \| Manta \| Delfín \| 1:2 Archivado el 14 de abril de 2021 en Wayback Machine. \| Colo-Colo \| \| 15 de mayo \| Manta \| Delfín \| 1:0 Archivado el 14 de abril de 2021 en Wayback Machine. \| Atlético Nacional \| \| 15 de mayo \| Santiago \| Colo-Colo \| 2:0 Archivado el 14 de abril de 2021 en Wayback Machine. \| Bolívar \| \| 24 de mayo \| Medellín \| Atlético Nacional \| 0:0 Archivado el 14 de abril de 2021 en Wayback Machine. \| Colo-Colo \| \| 24 de mayo \| La Paz \| Bolívar \| 2:1 Archivado el 14 de abril de 2021 en Wayback Machine. \| Delfín \| |          |                   |                                                           |                   |
| Fecha | Lugar    | Local             | Resultado                                                 | Visitante         |
| 27 de febrero | Santiago | Colo-Colo         | 0:1 Archivado el 29 de agosto de 2021 en Wayback Machine. | Atlético Nacional |
| 28 de febrero | Manta    | Delfín            | 1:1 Archivado el 28 de agosto de 2021 en Wayback Machine. | Bolívar           |
| 14 de marzo | La Paz   | Bolívar           | 1:1 Archivado el 14 de abril de 2021 en Wayback Machine.  | Colo-Colo         |
| 14 de marzo | Medellín | Atlético Nacional | 4:0 Archivado el 14 de abril de 2021 en Wayback Machine.  | Delfín            |
| 5 de abril | Santiago | Colo-Colo         | 0:2 Archivado el 14 de abril de 2021 en Wayback Machine.  | Delfín            |
| 5 de abril | La Paz   | Bolívar           | 1:0 Archivado el 14 de abril de 2021 en Wayback Machine.  | Atlético Nacional |
| 24 de abril | Medellín | Atlético Nacional | 4:1 Archivado el 14 de abril de 2021 en Wayback Machine.  | Bolívar           |
| 2 de mayo | Manta    | Delfín            | 1:2 Archivado el 14 de abril de 2021 en Wayback Machine.  | Colo-Colo         |
| 15 de mayo | Manta    | Delfín            | 1:0 Archivado el 14 de abril de 2021 en Wayback Machine.  | Atlético Nacional |
| 15 de mayo | Santiago | Colo-Colo         | 2:0 Archivado el 14 de abril de 2021 en Wayback Machine.  | Bolívar           |
| 24 de mayo | Medellín | Atlético Nacional | 0:0 Archivado el 14 de abril de 2021 en Wayback Machine.  | Colo-Colo         |
| 24 de mayo | La Paz   | Bolívar           | 2:1 Archivado el 14 de abril de 2021 en Wayback Machine.  | Delfín            |

### Grupo C
| Equipo           | Pts. | PJ | PG | PE | PP | GF | GC | DG  |
| ---------------- | ---- | -- | -- | -- | -- | -- | -- | --- |
| Libertad         | 13   | 6  | 4  | 1  | 1  | 10 | 4  | 6   |
| Atlético Tucumán | 10   | 6  | 3  | 1  | 2  | 7  | 6  | 1   |
| Peñarol          | 9    | 6  | 3  | 0  | 3  | 8  | 5  | 3   |
| The Strongest    | 3    | 6  | 1  | 0  | 5  | 3  | 13 | –10 |

| \| Fecha \| Lugar \| Local \| Resultado \| Visitante \| \| ----------- \| ---------- \| ---------------- \| ---------------------------------------------------------- \| ---------------- \| \| 13 de marzo \| Tucumán \| Atlético Tucumán \| 0:2 Archivado el 24 de febrero de 2021 en Wayback Machine. \| Libertad \| \| 15 de marzo \| La Paz \| The Strongest \| 1:0 Archivado el 14 de abril de 2021 en Wayback Machine. \| Peñarol \| \| 3 de abril \| Asunción \| Libertad \| 3:0 Archivado el 14 de abril de 2021 en Wayback Machine. \| The Strongest \| \| 4 de abril \| Montevideo \| Peñarol \| 3:1 Archivado el 24 de febrero de 2021 en Wayback Machine. \| Atlético Tucumán \| \| 18 de abril \| La Paz \| The Strongest \| 1:2 Archivado el 25 de febrero de 2021 en Wayback Machine. \| Atlético Tucumán \| \| 18 de abril \| Asunción \| Libertad \| 2:1 Archivado el 14 de abril de 2021 en Wayback Machine. \| Peñarol \| \| 25 de abril \| Tucumán \| Atlético Tucumán \| 3:0 Archivado el 27 de febrero de 2021 en Wayback Machine. \| The Strongest \| \| 26 de abril \| Montevideo \| Peñarol \| 2:0 Archivado el 14 de abril de 2021 en Wayback Machine. \| Libertad \| \| 2 de mayo \| Tucumán \| Atlético Tucumán \| 1:0 Archivado el 25 de febrero de 2021 en Wayback Machine. \| Peñarol \| \| 3 de mayo \| La Paz \| The Strongest \| 1:3 Archivado el 14 de abril de 2021 en Wayback Machine. \| Libertad \| \| 17 de mayo \| Asunción \| Libertad \| 0:0 Archivado el 24 de febrero de 2021 en Wayback Machine. \| Atlético Tucumán \| \| 17 de mayo \| Montevideo \| Peñarol \| 2:0 Archivado el 14 de abril de 2021 en Wayback Machine. \| The Strongest \| |            |                  |                                                            |                  |
| Fecha | Lugar      | Local            | Resultado                                                  | Visitante        |
| 13 de marzo | Tucumán    | Atlético Tucumán | 0:2 Archivado el 24 de febrero de 2021 en Wayback Machine. | Libertad         |
| 15 de marzo | La Paz     | The Strongest    | 1:0 Archivado el 14 de abril de 2021 en Wayback Machine.   | Peñarol          |
| 3 de abril | Asunción   | Libertad         | 3:0 Archivado el 14 de abril de 2021 en Wayback Machine.   | The Strongest    |
| 4 de abril | Montevideo | Peñarol          | 3:1 Archivado el 24 de febrero de 2021 en Wayback Machine. | Atlético Tucumán |
| 18 de abril | La Paz     | The Strongest    | 1:2 Archivado el 25 de febrero de 2021 en Wayback Machine. | Atlético Tucumán |
| 18 de abril | Asunción   | Libertad         | 2:1 Archivado el 14 de abril de 2021 en Wayback Machine.   | Peñarol          |
| 25 de abril | Tucumán    | Atlético Tucumán | 3:0 Archivado el 27 de febrero de 2021 en Wayback Machine. | The Strongest    |
| 26 de abril | Montevideo | Peñarol          | 2:0 Archivado el 14 de abril de 2021 en Wayback Machine.   | Libertad         |
| 2 de mayo | Tucumán    | Atlético Tucumán | 1:0 Archivado el 25 de febrero de 2021 en Wayback Machine. | Peñarol          |
| 3 de mayo | La Paz     | The Strongest    | 1:3 Archivado el 14 de abril de 2021 en Wayback Machine.   | Libertad         |
| 17 de mayo | Asunción   | Libertad         | 0:0 Archivado el 24 de febrero de 2021 en Wayback Machine. | Atlético Tucumán |
| 17 de mayo | Montevideo | Peñarol          | 2:0 Archivado el 14 de abril de 2021 en Wayback Machine.   | The Strongest    |

### Grupo D
| Equipo      | Pts. | PJ | PG | PE | PP | GF | GC | DG |
| ----------- | ---- | -- | -- | -- | -- | -- | -- | -- |
| River Plate | 12   | 6  | 3  | 3  | 0  | 6  | 3  | 3  |
| Flamengo    | 10   | 6  | 2  | 4  | 0  | 7  | 4  | 3  |
| Santa Fe    | 7    | 6  | 1  | 4  | 1  | 5  | 3  | 2  |
| Emelec      | 1    | 6  | 0  | 1  | 5  | 3  | 11 | –8 |

| \| Fecha \| Lugar \| Local \| Resultado \| Visitante \| \| ------------- \| -------------- \| ----------- \| --------------------------------------------------------- \| ----------- \| \| 28 de febrero \| Río de Janeiro \| Flamengo \| 2:2 Archivado el 30 de agosto de 2021 en Wayback Machine. \| River Plate \| \| 1 de marzo \| Bogotá \| Santa Fe \| 1:1 Archivado el 14 de abril de 2021 en Wayback Machine. \| Emelec \| \| 14 de marzo \| Guayaquil \| Emelec \| 1:2 Archivado el 14 de abril de 2021 en Wayback Machine. \| Flamengo \| \| 5 de abril \| Buenos Aires \| River Plate \| 0:0 Archivado el 14 de abril de 2021 en Wayback Machine. \| Santa Fe \| \| 18 de abril \| Río de Janeiro \| Flamengo \| 1:1 Archivado el 14 de abril de 2021 en Wayback Machine. \| Santa Fe \| \| 19 de abril \| Guayaquil \| Emelec \| 0:1 Archivado el 14 de abril de 2021 en Wayback Machine. \| River Plate \| \| 25 de abril \| Bogotá \| Santa Fe \| 0:0 Archivado el 14 de abril de 2021 en Wayback Machine. \| Flamengo \| \| 26 de abril \| Buenos Aires \| River Plate \| 2:1 Archivado el 14 de abril de 2021 en Wayback Machine. \| Emelec \| \| 3 de mayo \| Bogotá \| Santa Fe \| 0:1 Archivado el 14 de abril de 2021 en Wayback Machine. \| River Plate \| \| 16 de mayo \| Río de Janeiro \| Flamengo \| 2:0 Archivado el 14 de abril de 2021 en Wayback Machine. \| Emelec \| \| 23 de mayo \| Guayaquil \| Emelec \| 0:3 Archivado el 14 de abril de 2021 en Wayback Machine. \| Santa Fe \| \| 23 de mayo \| Buenos Aires \| River Plate \| 0:0 Archivado el 14 de abril de 2021 en Wayback Machine. \| Flamengo \| |                |             |                                                           |             |
| Fecha | Lugar          | Local       | Resultado                                                 | Visitante   |
| 28 de febrero | Río de Janeiro | Flamengo    | 2:2 Archivado el 30 de agosto de 2021 en Wayback Machine. | River Plate |
| 1 de marzo | Bogotá         | Santa Fe    | 1:1 Archivado el 14 de abril de 2021 en Wayback Machine.  | Emelec      |
| 14 de marzo | Guayaquil      | Emelec      | 1:2 Archivado el 14 de abril de 2021 en Wayback Machine.  | Flamengo    |
| 5 de abril | Buenos Aires   | River Plate | 0:0 Archivado el 14 de abril de 2021 en Wayback Machine.  | Santa Fe    |
| 18 de abril | Río de Janeiro | Flamengo    | 1:1 Archivado el 14 de abril de 2021 en Wayback Machine.  | Santa Fe    |
| 19 de abril | Guayaquil      | Emelec      | 0:1 Archivado el 14 de abril de 2021 en Wayback Machine.  | River Plate |
| 25 de abril | Bogotá         | Santa Fe    | 0:0 Archivado el 14 de abril de 2021 en Wayback Machine.  | Flamengo    |
| 26 de abril | Buenos Aires   | River Plate | 2:1 Archivado el 14 de abril de 2021 en Wayback Machine.  | Emelec      |
| 3 de mayo | Bogotá         | Santa Fe    | 0:1 Archivado el 14 de abril de 2021 en Wayback Machine.  | River Plate |
| 16 de mayo | Río de Janeiro | Flamengo    | 2:0 Archivado el 14 de abril de 2021 en Wayback Machine.  | Emelec      |
| 23 de mayo | Guayaquil      | Emelec      | 0:3 Archivado el 14 de abril de 2021 en Wayback Machine.  | Santa Fe    |
| 23 de mayo | Buenos Aires   | River Plate | 0:0 Archivado el 14 de abril de 2021 en Wayback Machine.  | Flamengo    |

### Grupo E
| Equipo               | Pts. | PJ | PG | PE | PP | GF | GC | DG |
| -------------------- | ---- | -- | -- | -- | -- | -- | -- | -- |
| Cruzeiro             | 11   | 6  | 3  | 2  | 1  | 15 | 5  | 10 |
| Racing Club          | 11   | 6  | 3  | 2  | 1  | 12 | 6  | 6  |
| Vasco da Gama        | 5    | 6  | 1  | 2  | 3  | 3  | 10 | –7 |
| Universidad de Chile | 5    | 6  | 1  | 2  | 3  | 2  | 11 | –9 |

| \| Fecha \| Lugar \| Local \| Resultado \| Visitante \| \| ------------- \| -------------- \| -------------------- \| --------------------------------------------------------- \| -------------------- \| \| 27 de febrero \| Avellaneda \| Racing Club \| 4:2 Archivado el 27 de agosto de 2021 en Wayback Machine. \| Cruzeiro \| \| 13 de marzo \| Río de Janeiro \| Vasco da Gama \| 0:1 Archivado el 14 de abril de 2021 en Wayback Machine. \| Universidad de Chile \| \| 3 de abril \| Santiago \| Universidad de Chile \| 1:1 Archivado el 14 de abril de 2021 en Wayback Machine. \| Racing Club \| \| 4 de abril \| Belo Horizonte \| Cruzeiro \| 0:0 Archivado el 14 de abril de 2021 en Wayback Machine. \| Vasco da Gama \| \| 19 de abril \| Avellaneda \| Racing Club \| 4:0 Archivado el 14 de abril de 2021 en Wayback Machine. \| Vasco da Gama \| \| 19 de abril \| Santiago \| Universidad de Chile \| 0:0 Archivado el 14 de abril de 2021 en Wayback Machine. \| Cruzeiro \| \| 26 de abril \| Belo Horizonte \| Cruzeiro \| 7:0 Archivado el 14 de abril de 2021 en Wayback Machine. \| Universidad de Chile \| \| 26 de abril \| Río de Janeiro \| Vasco da Gama \| 1:1 Archivado el 14 de abril de 2021 en Wayback Machine. \| Racing Club \| \| 2 de mayo \| Río de Janeiro \| Vasco da Gama \| 0:4 Archivado el 14 de abril de 2021 en Wayback Machine. \| Cruzeiro \| \| 3 de mayo \| Avellaneda \| Racing Club \| 1:0 Archivado el 14 de abril de 2021 en Wayback Machine. \| Universidad de Chile \| \| 22 de mayo \| Santiago \| Universidad de Chile \| 0:2 Archivado el 14 de abril de 2021 en Wayback Machine. \| Vasco da Gama \| \| 22 de mayo \| Belo Horizonte \| Cruzeiro \| 2:1 Archivado el 14 de abril de 2021 en Wayback Machine. \| Racing Club \| |                |                      |                                                           |                      |
| Fecha | Lugar          | Local                | Resultado                                                 | Visitante            |
| 27 de febrero | Avellaneda     | Racing Club          | 4:2 Archivado el 27 de agosto de 2021 en Wayback Machine. | Cruzeiro             |
| 13 de marzo | Río de Janeiro | Vasco da Gama        | 0:1 Archivado el 14 de abril de 2021 en Wayback Machine.  | Universidad de Chile |
| 3 de abril | Santiago       | Universidad de Chile | 1:1 Archivado el 14 de abril de 2021 en Wayback Machine.  | Racing Club          |
| 4 de abril | Belo Horizonte | Cruzeiro             | 0:0 Archivado el 14 de abril de 2021 en Wayback Machine.  | Vasco da Gama        |
| 19 de abril | Avellaneda     | Racing Club          | 4:0 Archivado el 14 de abril de 2021 en Wayback Machine.  | Vasco da Gama        |
| 19 de abril | Santiago       | Universidad de Chile | 0:0 Archivado el 14 de abril de 2021 en Wayback Machine.  | Cruzeiro             |
| 26 de abril | Belo Horizonte | Cruzeiro             | 7:0 Archivado el 14 de abril de 2021 en Wayback Machine.  | Universidad de Chile |
| 26 de abril | Río de Janeiro | Vasco da Gama        | 1:1 Archivado el 14 de abril de 2021 en Wayback Machine.  | Racing Club          |
| 2 de mayo | Río de Janeiro | Vasco da Gama        | 0:4 Archivado el 14 de abril de 2021 en Wayback Machine.  | Cruzeiro             |
| 3 de mayo | Avellaneda     | Racing Club          | 1:0 Archivado el 14 de abril de 2021 en Wayback Machine.  | Universidad de Chile |
| 22 de mayo | Santiago       | Universidad de Chile | 0:2 Archivado el 14 de abril de 2021 en Wayback Machine.  | Vasco da Gama        |
| 22 de mayo | Belo Horizonte | Cruzeiro             | 2:1 Archivado el 14 de abril de 2021 en Wayback Machine.  | Racing Club          |

### Grupo F
| Equipo           | Pts. | PJ | PG | PE | PP | GF | GC | DG |
| ---------------- | ---- | -- | -- | -- | -- | -- | -- | -- |
| Santos           | 10   | 6  | 3  | 1  | 2  | 6  | 4  | 2  |
| Estudiantes (LP) | 8    | 6  | 2  | 2  | 2  | 6  | 4  | 2  |
| Nacional         | 8    | 6  | 2  | 2  | 2  | 7  | 6  | 1  |
| Real Garcilaso   | 6    | 6  | 1  | 3  | 2  | 2  | 7  | –5 |

| \| Fecha \| Lugar \| Local \| Resultado \| Visitante \| \| ------------- \| ---------- \| ---------------- \| --------------------------------------------------------- \| ---------------- \| \| 28 de febrero \| Montevideo \| Nacional \| 0:0 Archivado el 30 de agosto de 2021 en Wayback Machine. \| Estudiantes (LP) \| \| 1 de marzo \| Cuzco \| Real Garcilaso \| 2:0 Archivado el 14 de abril de 2021 en Wayback Machine. \| Santos \| \| 14 de marzo \| La Plata \| Estudiantes (LP) \| 3:0 Archivado el 14 de abril de 2021 en Wayback Machine. \| Real Garcilaso \| \| 15 de marzo \| São Paulo \| Santos \| 3:1 Archivado el 14 de abril de 2021 en Wayback Machine. \| Nacional \| \| 3 de abril \| Cuzco \| Real Garcilaso \| 0:0 Archivado el 14 de abril de 2021 en Wayback Machine. \| Nacional \| \| 5 de abril \| Quilmes \| Estudiantes (LP) \| 0:1 Archivado el 14 de abril de 2021 en Wayback Machine. \| Santos \| \| 24 de abril \| Santos \| Santos \| 2:0 Archivado el 14 de abril de 2021 en Wayback Machine. \| Estudiantes (LP) \| \| 25 de abril \| Montevideo \| Nacional \| 4:0 Archivado el 14 de abril de 2021 en Wayback Machine. \| Real Garcilaso \| \| 1 de mayo \| Cuzco \| Real Garcilaso \| 0:0 Archivado el 14 de abril de 2021 en Wayback Machine. \| Estudiantes (LP) \| \| 1 de mayo \| Montevideo \| Nacional \| 1:0 Archivado el 14 de abril de 2021 en Wayback Machine. \| Santos \| \| 24 de mayo \| Santos \| Santos \| 0:0 Archivado el 14 de abril de 2021 en Wayback Machine. \| Real Garcilaso \| \| 24 de mayo \| La Plata \| Estudiantes (LP) \| 3:1 Archivado el 14 de abril de 2021 en Wayback Machine. \| Nacional \| |            |                  |                                                           |                  |
| Fecha | Lugar      | Local            | Resultado                                                 | Visitante        |
| 28 de febrero | Montevideo | Nacional         | 0:0 Archivado el 30 de agosto de 2021 en Wayback Machine. | Estudiantes (LP) |
| 1 de marzo | Cuzco      | Real Garcilaso   | 2:0 Archivado el 14 de abril de 2021 en Wayback Machine.  | Santos           |
| 14 de marzo | La Plata   | Estudiantes (LP) | 3:0 Archivado el 14 de abril de 2021 en Wayback Machine.  | Real Garcilaso   |
| 15 de marzo | São Paulo  | Santos           | 3:1 Archivado el 14 de abril de 2021 en Wayback Machine.  | Nacional         |
| 3 de abril | Cuzco      | Real Garcilaso   | 0:0 Archivado el 14 de abril de 2021 en Wayback Machine.  | Nacional         |
| 5 de abril | Quilmes    | Estudiantes (LP) | 0:1 Archivado el 14 de abril de 2021 en Wayback Machine.  | Santos           |
| 24 de abril | Santos     | Santos           | 2:0 Archivado el 14 de abril de 2021 en Wayback Machine.  | Estudiantes (LP) |
| 25 de abril | Montevideo | Nacional         | 4:0 Archivado el 14 de abril de 2021 en Wayback Machine.  | Real Garcilaso   |
| 1 de mayo | Cuzco      | Real Garcilaso   | 0:0 Archivado el 14 de abril de 2021 en Wayback Machine.  | Estudiantes (LP) |
| 1 de mayo | Montevideo | Nacional         | 1:0 Archivado el 14 de abril de 2021 en Wayback Machine.  | Santos           |
| 24 de mayo | Santos     | Santos           | 0:0 Archivado el 14 de abril de 2021 en Wayback Machine.  | Real Garcilaso   |
| 24 de mayo | La Plata   | Estudiantes (LP) | 3:1 Archivado el 14 de abril de 2021 en Wayback Machine.  | Nacional         |

### Grupo G
| Equipo         | Pts. | PJ | PG | PE | PP | GF | GC | DG  |
| -------------- | ---- | -- | -- | -- | -- | -- | -- | --- |
| Corinthians    | 10   | 6  | 3  | 1  | 2  | 11 | 5  | 6   |
| Independiente  | 10   | 6  | 3  | 1  | 2  | 6  | 4  | 2   |
| Millonarios    | 8    | 6  | 2  | 2  | 2  | 7  | 4  | 3   |
| Deportivo Lara | 6    | 6  | 2  | 0  | 4  | 5  | 16 | –11 |

| \| Fecha \| Lugar \| Local \| Resultado \| Visitante \| \| ------------- \| ---------- \| -------------- \| --------------------------------------------------------- \| -------------- \| \| 28 de febrero \| Bogotá \| Millonarios \| 0:0 Archivado el 29 de agosto de 2021 en Wayback Machine. \| Corinthians \| \| 1 de marzo \| Cabudare \| Deportivo Lara \| 1:0 Archivado el 14 de abril de 2021 en Wayback Machine. \| Independiente \| \| 14 de marzo \| São Paulo \| Corinthians \| 2:0 Archivado el 14 de abril de 2021 en Wayback Machine. \| Deportivo Lara \| \| 15 de marzo \| Avellaneda \| Independiente \| 1:0 Archivado el 14 de abril de 2021 en Wayback Machine. \| Millonarios \| \| 17 de abril \| Bogotá \| Millonarios \| 4:0 Archivado el 14 de abril de 2021 en Wayback Machine. \| Deportivo Lara \| \| 18 de abril \| Avellaneda \| Independiente \| 0:1 Archivado el 14 de abril de 2021 en Wayback Machine. \| Corinthians \| \| 24 de abril \| Cabudare \| Deportivo Lara \| 2:1 Archivado el 14 de abril de 2021 en Wayback Machine. \| Millonarios \| \| 2 de mayo \| São Paulo \| Corinthians \| 1:2 Archivado el 14 de abril de 2021 en Wayback Machine. \| Independiente \| \| 17 de mayo \| Bogotá \| Millonarios \| 1:1 Archivado el 14 de abril de 2021 en Wayback Machine. \| Independiente \| \| 17 de mayo \| Cabudare \| Deportivo Lara \| 2:7 Archivado el 14 de abril de 2021 en Wayback Machine. \| Corinthians \| \| 24 de mayo \| São Paulo \| Corinthians \| 0:1 Archivado el 14 de abril de 2021 en Wayback Machine. \| Millonarios \| \| 24 de mayo \| Avellaneda \| Independiente \| 2:0 Archivado el 14 de abril de 2021 en Wayback Machine. \| Deportivo Lara \| |            |                |                                                           |                |
| Fecha | Lugar      | Local          | Resultado                                                 | Visitante      |
| 28 de febrero | Bogotá     | Millonarios    | 0:0 Archivado el 29 de agosto de 2021 en Wayback Machine. | Corinthians    |
| 1 de marzo | Cabudare   | Deportivo Lara | 1:0 Archivado el 14 de abril de 2021 en Wayback Machine.  | Independiente  |
| 14 de marzo | São Paulo  | Corinthians    | 2:0 Archivado el 14 de abril de 2021 en Wayback Machine.  | Deportivo Lara |
| 15 de marzo | Avellaneda | Independiente  | 1:0 Archivado el 14 de abril de 2021 en Wayback Machine.  | Millonarios    |
| 17 de abril | Bogotá     | Millonarios    | 4:0 Archivado el 14 de abril de 2021 en Wayback Machine.  | Deportivo Lara |
| 18 de abril | Avellaneda | Independiente  | 0:1 Archivado el 14 de abril de 2021 en Wayback Machine.  | Corinthians    |
| 24 de abril | Cabudare   | Deportivo Lara | 2:1 Archivado el 14 de abril de 2021 en Wayback Machine.  | Millonarios    |
| 2 de mayo | São Paulo  | Corinthians    | 1:2 Archivado el 14 de abril de 2021 en Wayback Machine.  | Independiente  |
| 17 de mayo | Bogotá     | Millonarios    | 1:1 Archivado el 14 de abril de 2021 en Wayback Machine.  | Independiente  |
| 17 de mayo | Cabudare   | Deportivo Lara | 2:7 Archivado el 14 de abril de 2021 en Wayback Machine.  | Corinthians    |
| 24 de mayo | São Paulo  | Corinthians    | 0:1 Archivado el 14 de abril de 2021 en Wayback Machine.  | Millonarios    |
| 24 de mayo | Avellaneda | Independiente  | 2:0 Archivado el 14 de abril de 2021 en Wayback Machine.  | Deportivo Lara |

### Grupo H
| Equipo       | Pts. | PJ | PG | PE | PP | GF | GC | DG  |
| ------------ | ---- | -- | -- | -- | -- | -- | -- | --- |
| Palmeiras    | 16   | 6  | 5  | 1  | 0  | 14 | 3  | 11  |
| Boca Juniors | 9    | 6  | 2  | 3  | 1  | 8  | 4  | 4   |
| Junior       | 7    | 6  | 2  | 1  | 3  | 5  | 8  | –3  |
| Alianza Lima | 1    | 6  | 0  | 1  | 5  | 1  | 13 | –12 |

| \| Fecha \| Lugar \| Local \| Resultado \| Visitante \| \| ----------- \| ------------ \| ------------ \| ---------------------------------------------------------- \| ------------ \| \| 1 de marzo \| Lima \| Alianza Lima \| 0:0 Archivado el 14 de abril de 2021 en Wayback Machine. \| Boca Juniors \| \| 1 de marzo \| Barranquilla \| Junior \| 0:3 Archivado el 14 de abril de 2021 en Wayback Machine. \| Palmeiras \| \| 3 de abril \| São Paulo \| Palmeiras \| 2:0 Archivado el 14 de abril de 2021 en Wayback Machine. \| Alianza Lima \| \| 4 de abril \| Buenos Aires \| Boca Juniors \| 1:0 Archivado el 14 de abril de 2021 en Wayback Machine. \| Junior \| \| 11 de abril \| São Paulo \| Palmeiras \| 1:1 Archivado el 14 de abril de 2021 en Wayback Machine. \| Boca Juniors \| \| 19 de abril \| Lima \| Alianza Lima \| 0:2 Archivado el 14 de abril de 2021 en Wayback Machine. \| Junior \| \| 25 de abril \| Buenos Aires \| Boca Juniors \| 0:2 Archivado el 14 de abril de 2021 en Wayback Machine. \| Palmeiras \| \| 26 de abril \| Barranquilla \| Junior \| 1:0 Archivado el 14 de abril de 2021 en Wayback Machine. \| Alianza Lima \| \| 2 de mayo \| Barranquilla \| Junior \| 1:1 Archivado el 14 de abril de 2021 en Wayback Machine. \| Boca Juniors \| \| 3 de mayo \| Lima \| Alianza Lima \| 1:3 Archivado el 14 de abril de 2021 en Wayback Machine. \| Palmeiras \| \| 16 de mayo \| Buenos Aires \| Boca Juniors \| 5:0 Archivado el 13 de febrero de 2021 en Wayback Machine. \| Alianza Lima \| \| 16 de mayo \| São Paulo \| Palmeiras \| 3:1 Archivado el 14 de abril de 2021 en Wayback Machine. \| Junior \| |              |              |                                                            |              |
| Fecha | Lugar        | Local        | Resultado                                                  | Visitante    |
| 1 de marzo | Lima         | Alianza Lima | 0:0 Archivado el 14 de abril de 2021 en Wayback Machine.   | Boca Juniors |
| 1 de marzo | Barranquilla | Junior       | 0:3 Archivado el 14 de abril de 2021 en Wayback Machine.   | Palmeiras    |
| 3 de abril | São Paulo    | Palmeiras    | 2:0 Archivado el 14 de abril de 2021 en Wayback Machine.   | Alianza Lima |
| 4 de abril | Buenos Aires | Boca Juniors | 1:0 Archivado el 14 de abril de 2021 en Wayback Machine.   | Junior       |
| 11 de abril | São Paulo    | Palmeiras    | 1:1 Archivado el 14 de abril de 2021 en Wayback Machine.   | Boca Juniors |
| 19 de abril | Lima         | Alianza Lima | 0:2 Archivado el 14 de abril de 2021 en Wayback Machine.   | Junior       |
| 25 de abril | Buenos Aires | Boca Juniors | 0:2 Archivado el 14 de abril de 2021 en Wayback Machine.   | Palmeiras    |
| 26 de abril | Barranquilla | Junior       | 1:0 Archivado el 14 de abril de 2021 en Wayback Machine.   | Alianza Lima |
| 2 de mayo | Barranquilla | Junior       | 1:1 Archivado el 14 de abril de 2021 en Wayback Machine.   | Boca Juniors |
| 3 de mayo | Lima         | Alianza Lima | 1:3 Archivado el 14 de abril de 2021 en Wayback Machine.   | Palmeiras    |
| 16 de mayo | Buenos Aires | Boca Juniors | 5:0 Archivado el 13 de febrero de 2021 en Wayback Machine. | Alianza Lima |
| 16 de mayo | São Paulo    | Palmeiras    | 3:1 Archivado el 14 de abril de 2021 en Wayback Machine.   | Junior       |

## Equipos transferidos a la Copa Sudamericana 2018
Los ocho terceros de la fase de grupos y los dos mejores perdedores de la fase 3 fueron transferidos a la segunda fase de la Copa Sudamericana 2018.
| Equipo            | Procedencia |
| ----------------- | ----------- |
| Jorge Wilstermann | Fase 3      |
| Banfield          | Fase 3      |
| Defensor Sporting | Grupo A     |
| Bolívar           | Grupo B     |
| Peñarol           | Grupo C     |
| Santa Fe          | Grupo D     |
| Vasco da Gama     | Grupo E     |
| Nacional          | Grupo F     |
| Millonarios       | Grupo G     |
| Junior            | Grupo H     |

## Fases finales
Las fases finales estuvieron compuestas por cuatro etapas: octavos, cuartos, semifinales y final. Se disputaron por eliminación directa en partidos de ida y vuelta. A los fines de establecer las llaves de la primera etapa, los dieciséis equipos fueron ordenados en dos tablas, una con los clasificados como primeros (numerados del 1 al 8 de acuerdo con su desempeño en la fase de grupos, determinada según los criterios de clasificación), y otra con aquellos clasificados como segundos (numerados del 9 al 16, con el mismo criterio), enfrentándose en octavos de final un equipo de los que terminaron en la primera posición contra uno de los que ocuparon la segunda. Los cruces iniciales y el resto del cuadro fueron determinados mediante un sorteo que se llevó a cabo el 4 de junio de 2018 a las 21:00 (UTC-3) en el Centro de Convenciones de la Confederación Sudamericana de Fútbol ubicado en Luque, Paraguay. Durante todo el desarrollo de las fases finales, el equipo que ostentara menor número de orden que su rival de turno ejerció la localía en el partido de vuelta. A partir de los cuartos de final, se utilizó el árbitro asistente de video (VAR).

### Tabla de primeros
| N.º | Equipo            | Pts. | PJ | PG | PE | PP | GF | GC | DG |
| --- | ----------------- | ---- | -- | -- | -- | -- | -- | -- | -- |
| 1   | Palmeiras         | 16   | 6  | 5  | 1  | 0  | 14 | 3  | 11 |
| 2   | Grêmio            | 14   | 6  | 4  | 2  | 0  | 13 | 2  | 11 |
| 3   | Libertad          | 13   | 6  | 4  | 1  | 1  | 10 | 4  | 6  |
| 4   | River Plate       | 12   | 6  | 3  | 3  | 0  | 6  | 3  | 3  |
| 5   | Cruzeiro          | 11   | 6  | 3  | 2  | 1  | 15 | 5  | 10 |
| 6   | Corinthians       | 10   | 6  | 3  | 1  | 2  | 11 | 5  | 6  |
| 7   | Atlético Nacional | 10   | 6  | 3  | 1  | 2  | 9  | 3  | 6  |
| 8   | Santos            | 10   | 6  | 3  | 1  | 2  | 6  | 4  | 2  |

### Tabla de segundos
| N.º | Equipo           | Pts. | PJ | PG | PE | PP | GF | GC | DG |
| --- | ---------------- | ---- | -- | -- | -- | -- | -- | -- | -- |
| 9   | Cerro Porteño    | 13   | 6  | 4  | 1  | 1  | 8  | 8  | 0  |
| 10  | Racing Club      | 11   | 6  | 3  | 2  | 1  | 12 | 6  | 6  |
| 11  | Flamengo         | 10   | 6  | 2  | 4  | 0  | 7  | 4  | 3  |
| 12  | Independiente    | 10   | 6  | 3  | 1  | 2  | 6  | 4  | 2  |
| 13  | Atlético Tucumán | 10   | 6  | 3  | 1  | 2  | 7  | 6  | 1  |
| 14  | Boca Juniors     | 9    | 6  | 2  | 3  | 1  | 8  | 4  | 4  |
| 15  | Estudiantes (LP) | 8    | 6  | 2  | 2  | 2  | 6  | 4  | 2  |
| 16  | Colo-Colo        | 8    | 6  | 2  | 2  | 2  | 5  | 5  | 0  |

### Cuadro de desarrollo
|  | Octavos de final  | Octavos de final  | Octavos de final  | Octavos de final  | Octavos de final  |   |   | Cuartos de final                 | Cuartos de final                 | Cuartos de final                 | Cuartos de final                 | Cuartos de final                 |  |   | Semifinales         | Semifinales         | Semifinales         | Semifinales         | Semifinales         |  |   | Final                            | Final                            | Final                            | Final                            | Final                            |  |
|  | 7 al 30 de agosto | 7 al 30 de agosto | 7 al 30 de agosto | 7 al 30 de agosto | 7 al 30 de agosto |   |   | 18 de septiembre al 4 de octubre | 18 de septiembre al 4 de octubre | 18 de septiembre al 4 de octubre | 18 de septiembre al 4 de octubre | 18 de septiembre al 4 de octubre |  |   | 23 al 31 de octubre | 23 al 31 de octubre | 23 al 31 de octubre | 23 al 31 de octubre | 23 al 31 de octubre |  |   | 11 de noviembre y 9 de diciembre | 11 de noviembre y 9 de diciembre | 11 de noviembre y 9 de diciembre | 11 de noviembre y 9 de diciembre | 11 de noviembre y 9 de diciembre |  |
|  |                   |                   |                   |                   |                   |   |   |                                  |                                  |                                  |                                  |                                  |  |   |                     |                     |                     |                     |                     |  |   |                                  |                                  |                                  |                                  |                                  |  |
|  |                   |                   |                   |                   |                   |   |   |                                  |                                  |                                  |                                  |                                  |  |   |                     |                     |                     |                     |                     |  |   |                                  |                                  |                                  |                                  |                                  |  |
|  | 2                 | Grêmio            | 1                 | 2                 | 3 (5)             |   |   |                                  |                                  |                                  |                                  |                                  |  |   |                     |                     |                     |                     |                     |  |   |                                  |                                  |                                  |                                  |                                  |  |
|  | 2                 | Grêmio            | 1                 | 2                 | 3 (5)             |   |   |                                  |                                  |                                  |                                  |                                  |  |   |                     |                     |                     |                     |                     |  |   |                                  |                                  |                                  |                                  |                                  |  |
|  | 15                | Estudiantes (LP)  | 2                 | 1                 | 3 (3)             |   |   |                                  |                                  |                                  |                                  |                                  |  |   |                     |                     |                     |                     |                     |  |   |                                  |                                  |                                  |                                  |                                  |  |
|  | 15                | Estudiantes (LP)  | 2                 | 1                 | 3 (3)             |   | 2 | Grêmio                           | 2                                | 4                                | 6                                |                                  |  |   |                     |                     |                     |                     |                     |  |   |                                  |                                  |                                  |                                  |                                  |  |
|  |                   |                   |                   |                   |                   |   | 2 | Grêmio                           | 2                                | 4                                | 6                                |                                  |  |   |                     |                     |                     |                     |                     |  |   |                                  |                                  |                                  |                                  |                                  |  |
|  |                   |                   | 13                | Atlético Tucumán  | 0                 | 0 | 0 |                                  |                                  |                                  |                                  |                                  |  |   |                     |                     |                     |                     |                     |  |   |                                  |                                  |                                  |                                  |                                  |  |
|  | 7                 | Atlético Nacional | 13                | Atlético Tucumán  | 0                 | 0 | 0 | 0                                | 1                                | 1                                |                                  |                                  |  |   |                     |                     |                     |                     |                     |  |   |                                  |                                  |                                  |                                  |                                  |  |
|  | 7                 | Atlético Nacional |                   |                   |                   |   |   |                                  |                                  | 1                                |                                  |                                  |  |   |                     |                     |                     |                     |                     |  |   |                                  |                                  |                                  |                                  |                                  |  |
|  | 13                | Atlético Tucumán  | 2                 | 0                 | 2                 |   |   |                                  |                                  |                                  |                                  |                                  |  |   |                     |                     |                     |                     |                     |  |   |                                  |                                  |                                  |                                  |                                  |  |
|  | 13                | Atlético Tucumán  | 2                 | 0                 | 2                 |   |   |                                  |                                  |                                  |                                  |                                  |  | 2 | Grêmio              | 1                   | 1                   | 2                   |                     |  |   |                                  |                                  |                                  |                                  |                                  |  |
|  |                   |                   |                   |                   |                   |   |   |                                  |                                  |                                  |                                  |                                  |  | 2 | Grêmio              | 1                   | 1                   | 2                   |                     |  |   |                                  |                                  |                                  |                                  |                                  |  |
|  |                   |                   | 4                 | River Plate (v.)  | 0                 | 2 | 2 |                                  |                                  |                                  |                                  |                                  |  |   |                     |                     |                     |                     |                     |  |   |                                  |                                  |                                  |                                  |                                  |  |
|  | 4                 | River Plate       | 4                 | River Plate (v.)  | 0                 | 2 | 2 | 0                                | 3                                | 3                                |                                  |                                  |  |   |                     |                     |                     |                     |                     |  |   |                                  |                                  |                                  |                                  |                                  |  |
|  | 4                 | River Plate       |                   |                   |                   |   |   |                                  |                                  | 3                                |                                  |                                  |  |   |                     |                     |                     |                     |                     |  |   |                                  |                                  |                                  |                                  |                                  |  |
|  | 10                | Racing Club       | 0                 | 0                 | 0                 |   |   |                                  |                                  |                                  |                                  |                                  |  |   |                     |                     |                     |                     |                     |  |   |                                  |                                  |                                  |                                  |                                  |  |
|  | 10                | Racing Club       | 0                 | 0                 | 0                 |   | 4 | River Plate                      | 0                                | 3                                | 3                                |                                  |  |   |                     |                     |                     |                     |                     |  |   |                                  |                                  |                                  |                                  |                                  |  |
|  |                   |                   |                   |                   |                   |   | 4 | River Plate                      | 0                                | 3                                | 3                                |                                  |  |   |                     |                     |                     |                     |                     |  |   |                                  |                                  |                                  |                                  |                                  |  |
|  |                   |                   | 12                | Independiente     | 0                 | 1 | 1 |                                  |                                  |                                  |                                  |                                  |  |   |                     |                     |                     |                     |                     |  |   |                                  |                                  |                                  |                                  |                                  |  |
|  | 8                 | Santos            | 12                | Independiente     | 0                 | 1 | 1 | 0                                | 0                                | 0                                |                                  |                                  |  |   |                     |                     |                     |                     |                     |  |   |                                  |                                  |                                  |                                  |                                  |  |
|  | 8                 | Santos            |                   |                   |                   |   |   |                                  |                                  | 0                                |                                  |                                  |  |   |                     |                     |                     |                     |                     |  |   |                                  |                                  |                                  |                                  |                                  |  |
|  | 12                | Independiente     | 3                 | 0                 | 3                 |   |   |                                  |                                  |                                  |                                  |                                  |  |   |                     |                     |                     |                     |                     |  |   |                                  |                                  |                                  |                                  |                                  |  |
|  | 12                | Independiente     | 3                 | 0                 | 3                 |   |   |                                  |                                  |                                  |                                  |                                  |  |   |                     |                     |                     |                     |                     |  | 4 | River Plate (t. s.)              | 2                                | 3                                | 5                                |                                  |  |
|  |                   |                   |                   |                   |                   |   |   |                                  |                                  |                                  |                                  |                                  |  |   |                     |                     |                     |                     |                     |  | 4 | River Plate (t. s.)              | 2                                | 3                                | 5                                |                                  |  |
|  |                   |                   | 14                | Boca Juniors      | 2                 | 1 | 3 |                                  |                                  |                                  |                                  |                                  |  |   |                     |                     |                     |                     |                     |  |   |                                  |                                  |                                  |                                  |                                  |  |
|  | 1                 | Palmeiras         | 14                | Boca Juniors      | 2                 | 1 | 3 | 2                                | 0                                | 2                                |                                  |                                  |  |   |                     |                     |                     |                     |                     |  |   |                                  |                                  |                                  |                                  |                                  |  |
|  | 1                 | Palmeiras         |                   |                   |                   |   |   |                                  |                                  | 2                                |                                  |                                  |  |   |                     |                     |                     |                     |                     |  |   |                                  |                                  |                                  |                                  |                                  |  |
|  | 9                 | Cerro Porteño     | 0                 | 1                 | 1                 |   |   |                                  |                                  |                                  |                                  |                                  |  |   |                     |                     |                     |                     |                     |  |   |                                  |                                  |                                  |                                  |                                  |  |
|  | 9                 | Cerro Porteño     | 0                 | 1                 | 1                 |   | 1 | Palmeiras                        | 2                                | 2                                | 4                                |                                  |  |   |                     |                     |                     |                     |                     |  |   |                                  |                                  |                                  |                                  |                                  |  |
|  |                   |                   |                   |                   |                   |   | 1 | Palmeiras                        | 2                                | 2                                | 4                                |                                  |  |   |                     |                     |                     |                     |                     |  |   |                                  |                                  |                                  |                                  |                                  |  |
|  |                   |                   | 16                | Colo-Colo         | 0                 | 0 | 0 |                                  |                                  |                                  |                                  |                                  |  |   |                     |                     |                     |                     |                     |  |   |                                  |                                  |                                  |                                  |                                  |  |
|  | 6                 | Corinthians       | 16                | Colo-Colo         | 0                 | 0 | 0 | 0                                | 2                                | 2                                |                                  |                                  |  |   |                     |                     |                     |                     |                     |  |   |                                  |                                  |                                  |                                  |                                  |  |
|  | 6                 | Corinthians       |                   |                   |                   |   |   |                                  |                                  | 2                                |                                  |                                  |  |   |                     |                     |                     |                     |                     |  |   |                                  |                                  |                                  |                                  |                                  |  |
|  | 16                | Colo-Colo (v.)    | 1                 | 1                 | 2                 |   |   |                                  |                                  |                                  |                                  |                                  |  |   |                     |                     |                     |                     |                     |  |   |                                  |                                  |                                  |                                  |                                  |  |
|  | 16                | Colo-Colo (v.)    | 1                 | 1                 | 2                 |   |   |                                  |                                  |                                  |                                  |                                  |  | 1 | Palmeiras           | 0                   | 2                   | 2                   |                     |  |   |                                  |                                  |                                  |                                  |                                  |  |
|  |                   |                   |                   |                   |                   |   |   |                                  |                                  |                                  |                                  |                                  |  | 1 | Palmeiras           | 0                   | 2                   | 2                   |                     |  |   |                                  |                                  |                                  |                                  |                                  |  |
|  |                   |                   | 14                | Boca Juniors      | 2                 | 2 | 4 |                                  |                                  |                                  |                                  |                                  |  |   |                     |                     |                     |                     |                     |  |   |                                  |                                  |                                  |                                  |                                  |  |
|  | 5                 | Cruzeiro          | 14                | Boca Juniors      | 2                 | 2 | 4 | 2                                | 0                                | 2                                |                                  |                                  |  |   |                     |                     |                     |                     |                     |  |   |                                  |                                  |                                  |                                  |                                  |  |
|  | 5                 | Cruzeiro          |                   |                   |                   |   |   |                                  |                                  | 2                                |                                  |                                  |  |   |                     |                     |                     |                     |                     |  |   |                                  |                                  |                                  |                                  |                                  |  |
|  | 11                | Flamengo          | 0                 | 1                 | 1                 |   |   |                                  |                                  |                                  |                                  |                                  |  |   |                     |                     |                     |                     |                     |  |   |                                  |                                  |                                  |                                  |                                  |  |
|  | 11                | Flamengo          | 0                 | 1                 | 1                 |   | 5 | Cruzeiro                         | 0                                | 1                                | 1                                |                                  |  |   |                     |                     |                     |                     |                     |  |   |                                  |                                  |                                  |                                  |                                  |  |
|  |                   |                   |                   |                   |                   |   | 5 | Cruzeiro                         | 0                                | 1                                | 1                                |                                  |  |   |                     |                     |                     |                     |                     |  |   |                                  |                                  |                                  |                                  |                                  |  |
|  |                   |                   | 14                | Boca Juniors      | 2                 | 1 | 3 |                                  |                                  |                                  |                                  |                                  |  |   |                     |                     |                     |                     |                     |  |   |                                  |                                  |                                  |                                  |                                  |  |
|  | 3                 | Libertad          | 14                | Boca Juniors      | 2                 | 1 | 3 | 0                                | 2                                | 2                                |                                  |                                  |  |   |                     |                     |                     |                     |                     |  |   |                                  |                                  |                                  |                                  |                                  |  |
|  | 3                 | Libertad          |                   |                   |                   |   |   |                                  |                                  | 2                                |                                  |                                  |  |   |                     |                     |                     |                     |                     |  |   |                                  |                                  |                                  |                                  |                                  |  |
|  | 14                | Boca Juniors      | 2                 | 4                 | 6                 |   |   |                                  |                                  |                                  |                                  |                                  |  |   |                     |                     |                     |                     |                     |  |   |                                  |                                  |                                  |                                  |                                  |  |
|  | 14                | Boca Juniors      | 2                 | 4                 | 6                 |   |   |                                  |                                  |                                  |                                  |                                  |  |   |                     |                     |                     |                     |                     |  |   |                                  |                                  |                                  |                                  |                                  |  |
|  |                   |                   |                   |                   |                   |   |   |                                  |                                  |                                  |                                  |                                  |  |   |                     |                     |                     |                     |                     |  |   |                                  |                                  |                                  |                                  |                                  |  |

- Nota: En cada llave, el equipo con el menor número de orden y que ocupa la primera línea es el que definió la serie como local.

### Octavos de final
| 9 de agosto de 2018, 19:30 (UTC-3) | Racing Club | 0:0     | River Plate | Estadio El Cilindro, Avellaneda                              |                                                              |
|                                    |             | Reporte |             | Asistencia: 49 419 espectadores Árbitro(s): Anderson Daronco | Asistencia: 49 419 espectadores Árbitro(s): Anderson Daronco |

| 29 de agosto de 2018, 19:30 (UTC-3) | River Plate                                  | 3:0 (2:0) | Racing Club | Estadio Monumental, Buenos Aires                                |                                                                 |
|                                     | Pratto 10' · Palacios 27' · Santos Borré 80' | Reporte   |             | Asistencia: 62 355 espectadores Árbitro(s): Mario Díaz de Vivar | Asistencia: 62 355 espectadores Árbitro(s): Mario Díaz de Vivar |

| 21 de agosto de 2018, 21:45 (UTC-3)                                                                                                  | Independiente | 3:0     | Santos | Estadio Libertadores de América, Avellaneda            |                                                        |
| |               | Reporte |        | Asistencia: 45 683 espectadores Árbitro(s): Diego Haro | Asistencia: 45 683 espectadores Árbitro(s): Diego Haro |
| El partido finalizó 0-0, pero por mala inclusión de Carlos Sánchez, jugador de Santos, se le dio por ganado a Independiente por 3-0. |               |         |        |                                                        |                                                        |

| 28 de agosto de 2018, 19:30 (UTC-3)                                                                                    | Santos | 0:0     | Independiente | Estadio Pacaembú, São Paulo                                |                                                            |
| |        | Reporte |               | Asistencia: 33 642 espectadores Árbitro(s): Julio Bascuñán | Asistencia: 33 642 espectadores Árbitro(s): Julio Bascuñán |
| Encuentro suspendido a los 81 minutos, debido a incidentes entre los simpatizantes locales y las fuerzas de seguridad. |        |         |               |                                                            |                                                            |

| 7 de agosto de 2018, 21:45 (UTC-3) | Estudiantes (LP)        | 2:1 (2:1) | Grêmio        | Estadio Centenario, Quilmes                              |                                                          |
|                                    | Apaolaza 9' · Campi 38' | Reporte   | Kannemann 44' | Asistencia: 31 306 espectadores Árbitro(s): Andrés Cunha | Asistencia: 31 306 espectadores Árbitro(s): Andrés Cunha |

| 28 de agosto de 2018, 21:45 (UTC-3) | Grêmio                                    | 2:1 (1:1) (5:3 p.)         | Estudiantes (LP)                        | Arena do Grêmio, Porto Alegre                           |                                                         |
|                                     | Everton 6' · Alisson 90+3'                | Reporte                    | Rodríguez 9'                            | Asistencia: 48 082 espectadores Árbitro(s): Eber Aquino | Asistencia: 48 082 espectadores Árbitro(s): Eber Aquino |
|                                     |                                           | Tiros desde el punto penal |                                         |                                                         |                                                         |
|                                     | Maicon · Everton · Jael · Alisson · André |                            | Rodríguez · Campi · Noguera · Lugüercio |                                                         |                                                         |

| 9 de agosto de 2018, 21:45 (UTC-3) | Atlético Tucumán     | 2:0 (1:0) | Atlético Nacional | Estadio Monumental José Fierro, San Miguel de Tucumán   |                                                         |
|                                    | Díaz 7' · Acosta 71' | Reporte   |                   | Asistencia: 35 200 espectadores Árbitro(s): Eber Aquino | Asistencia: 35 200 espectadores Árbitro(s): Eber Aquino |

| 28 de agosto de 2018, 19:45 (UTC-5) | Atlético Nacional | 1:0 (1:0) | Atlético Tucumán | Estadio Atanasio Girardot, Medellín                       |                                                           |
|                                     | Duarte 12'        | Reporte   |                  | Asistencia: 39 167 espectadores Árbitro(s): Roberto Tobar | Asistencia: 39 167 espectadores Árbitro(s): Roberto Tobar |

| 8 de agosto de 2018, 20:45 (UTC-4) | Colo-Colo   | 1:0 (1:0) | Corinthians | Estadio Monumental, Santiago                              |                                                           |
|                                    | Carmona 38' | Reporte   |             | Asistencia: 43 892 espectadores Árbitro(s): Wilmar Roldán | Asistencia: 43 892 espectadores Árbitro(s): Wilmar Roldán |

| 29 de agosto de 2018, 21:45 (UTC-3) | Corinthians            | 2:1 (1:1) | Colo-Colo   | Arena Corinthians, São Paulo                              |                                                           |
|                                     | Jadson 17' · Roger 64' | Reporte   | Barrios 32' | Asistencia: 38 112 espectadores Árbitro(s): Néstor Pitana | Asistencia: 38 112 espectadores Árbitro(s): Néstor Pitana |

| 9 de agosto de 2018, 20:45 (UTC-4) | Cerro Porteño | 0:2 (0:0) | Palmeiras      | Estadio General Pablo Rojas, Asunción                          |                                                                |
|                                    |               | Reporte   | Borja 47', 71' | Asistencia: 42 735 espectadores Árbitro(s): Fernando Rapallini | Asistencia: 42 735 espectadores Árbitro(s): Fernando Rapallini |

| 30 de agosto de 2018, 21:45 (UTC-3) | Palmeiras | 0:1 (0:0) | Cerro Porteño  | Allianz Parque, São Paulo                                  |                                                            |
|                                     |           | Reporte   | Arzamendia 56' | Asistencia: 33 204 espectadores Árbitro(s): Germán Delfino | Asistencia: 33 204 espectadores Árbitro(s): Germán Delfino |

| 8 de agosto de 2018, 21:45 (UTC-3) | Flamengo | 0:2 (0:1) | Cruzeiro                            | Estadio Maracaná, Río de Janeiro                          |                                                           |
|                                    |          | Reporte   | De Arrascaeta 9' · Thiago Neves 78' | Asistencia: 45 967 espectadores Árbitro(s): Néstor Pitana | Asistencia: 45 967 espectadores Árbitro(s): Néstor Pitana |

| 29 de agosto de 2018, 21:45 (UTC-3) | Cruzeiro | 0:1 (0:0) | Flamengo       | Estadio Mineirão, Belo Horizonte                         |                                                          |
|                                     |          | Reporte   | Léo Duarte 70' | Asistencia: 48 634 espectadores Árbitro(s): Andrés Cunha | Asistencia: 48 634 espectadores Árbitro(s): Andrés Cunha |

| 8 de agosto de 2018, 19:30 (UTC-3) | Boca Juniors          | 2:0 (2:0) | Libertad | Estadio La Bombonera, Buenos Aires                         |                                                            |
|                                    | Ábila 7' · Zárate 43' | Reporte   |          | Asistencia: 49 000 espectadores Árbitro(s): Wilton Sampaio | Asistencia: 49 000 espectadores Árbitro(s): Wilton Sampaio |

| 30 de agosto de 2018, 18:30 (UTC-4) | Libertad        | 2:4 (2:2) | Boca Juniors                                     | Estadio Defensores del Chaco, Asunción                    |                                                           |
|                                     | Cardozo 12' 39' | Reporte   | Pavón 19' · Zárate 21' · Tévez 75' · Cardona 80' | Asistencia: 28 700 espectadores Árbitro(s): Wilmar Roldán | Asistencia: 28 700 espectadores Árbitro(s): Wilmar Roldán |

### Cuartos de final
| 19 de septiembre de 2018, 19:30 (UTC-3) | Independiente | 0:0     | River Plate | Estadio Libertadores de América, Avellaneda                |                                                            |
|                                         |               | Reporte |             | Asistencia: 48 019 espectadores Árbitro(s): Wilton Sampaio | Asistencia: 48 019 espectadores Árbitro(s): Wilton Sampaio |

| 2 de octubre de 2018, 19:30 (UTC-3) | River Plate                                  | 3:1 (0:0) | Independiente | Estadio Monumental, Buenos Aires                             |                                                              |
|                                     | Scocco 48' · Quintero 68' · Santos Borré 84' | Reporte   | Romero 54'    | Asistencia: 65 000 espectadores Árbitro(s): Anderson Daronco | Asistencia: 65 000 espectadores Árbitro(s): Anderson Daronco |

| 18 de septiembre de 2018, 21:45 (UTC-3) | Atlético Tucumán | 0:2 (0:1) | Grêmio                    | Estadio Monumental José Fierro, San Miguel de Tucumán     |                                                           |
|                                         |                  | Reporte   | Alisson 34' · Everton 54' | Asistencia: 34 923 espectadores Árbitro(s): Wilmar Roldán | Asistencia: 34 923 espectadores Árbitro(s): Wilmar Roldán |

| 2 de octubre de 2018, 21:45 (UTC-3) | Grêmio                                           | 4:0 (2:0) | Atlético Tucumán | Arena do Grêmio, Porto Alegre                             |                                                           |
|                                     | Luan 35' · Cícero 44' · Sánchez 52' · Jael 90+1' | Reporte   |                  | Asistencia: 47 304 espectadores Árbitro(s): Roberto Tobar | Asistencia: 47 304 espectadores Árbitro(s): Roberto Tobar |

| 20 de septiembre de 2018, 21:45 (UTC-3) | Colo-Colo | 0:2 (0:1) | Palmeiras                    | Estadio Monumental, Santiago                             |                                                          |
|                                         |           | Reporte   | Bruno Henrique 2' · Dudu 77' | Asistencia: 40 375 espectadores Árbitro(s): Andrés Cunha | Asistencia: 40 375 espectadores Árbitro(s): Andrés Cunha |

| 3 de octubre de 2018, 21:45 (UTC-3) | Palmeiras            | 2:0 (1:0) | Colo-Colo | Allianz Parque, São Paulo                                 |                                                           |
|                                     | Dudu 37' · Borja 53' | Reporte   |           | Asistencia: 37 950 espectadores Árbitro(s): Wilmar Roldán | Asistencia: 37 950 espectadores Árbitro(s): Wilmar Roldán |

| 19 de septiembre de 2018, 21:45 (UTC-3) | Boca Juniors           | 2:0 (1:0) | Cruzeiro | Estadio La Bombonera, Buenos Aires                      |                                                         |
|                                         | Zárate 35' · Pérez 81' | Reporte   |          | Asistencia: 49 000 espectadores Árbitro(s): Eber Aquino | Asistencia: 49 000 espectadores Árbitro(s): Eber Aquino |

| 4 de octubre de 2018, 21:45 (UTC-3) | Cruzeiro  | 1:1 (0:0) | Boca Juniors | Estadio Mineirão, Belo Horizonte                         |                                                          |
|                                     | Sassá 57' | Reporte   | Pavón 90+3'  | Asistencia: 56 791 espectadores Árbitro(s): Andrés Cunha | Asistencia: 56 791 espectadores Árbitro(s): Andrés Cunha |

### Semifinales
| 23 de octubre de 2018, 21:45 (UTC-3) | River Plate | 0:1 (0:0) | Grêmio     | Estadio Monumental, Buenos Aires                            |                                                             |
|                                      |             | Reporte   | Michel 61' | Asistencia: 62 230 espectadores Árbitro(s): Víctor Carrillo | Asistencia: 62 230 espectadores Árbitro(s): Víctor Carrillo |

| 30 de octubre de 2018, 21:45 (UTC-3) | Grêmio        | 1:2 (1:0) | River Plate                | Arena do Grêmio, Porto Alegre                            |                                                          |
|                                      | Léo Gomes 35' | Reporte   | Borré 81' · Martínez 90+4' | Asistencia: 54 007 espectadores Árbitro(s): Andrés Cunha | Asistencia: 54 007 espectadores Árbitro(s): Andrés Cunha |

| 24 de octubre de 2018, 21:45 (UTC-3) | Boca Juniors       | 2:0 (0:0) | Palmeiras | Estadio La Bombonera, Buenos Aires                        |                                                           |
|                                      | Benedetto 83', 87' | Reporte   |           | Asistencia: 49 000 espectadores Árbitro(s): Roberto Tobar | Asistencia: 49 000 espectadores Árbitro(s): Roberto Tobar |

| 31 de octubre de 2018, 21:45 (UTC-3) | Palmeiras            | 2:2 (0:1) | Boca Juniors              | Allianz Parque, São Paulo                                 |                                                           |
|                                      | Luan 52' · Gómez 60' | Reporte   | Ábila 17' · Benedetto 69' | Asistencia: 41 510 espectadores Árbitro(s): Wilmar Roldán | Asistencia: 41 510 espectadores Árbitro(s): Wilmar Roldán |

### Final
| Ida; 11 de noviembre de 2018, 16:00 (UTC-3) | Boca Juniors              | 2:2 (2:1) | River Plate                 | Estadio La Bombonera, Buenos Aires                        |                                                           |
|                                             | Ábila 33' · Benedetto 45' | Reporte   | Pratto 35' · Izquierdoz 60' | Asistencia: 49 000 espectadores Árbitro(s): Roberto Tobar | Asistencia: 49 000 espectadores Árbitro(s): Roberto Tobar |

| Vuelta; 9 de diciembre de 2018, 20:30 (UTC+1) | River Plate                                  | 3:1 (1:1, 0:1) (t. s.) | Boca Juniors  | Estadio Santiago Bernabéu, Madrid (España)               |                                                          |
|                                               | Pratto 67' · Quintero 108' · Martínez 120+1' | Reporte                | Benedetto 43' | Asistencia: 62 282 espectadores Árbitro(s): Andrés Cunha | Asistencia: 62 282 espectadores Árbitro(s): Andrés Cunha |

|                                |
| Bandera de Argentina           |
| Campeón River Plate 4.º título |

## Estadísticas y premios

### Mejor Jugador
| Jugador          | Club        |
| ---------------- | ----------- |
| Gonzalo Martínez | River Plate |

### Goleadores
| Jugador          | Club         | Goles | PJ |
| ---------------- | ------------ | ----- | -- |
| Wilson Morelo    | Santa Fe     | 9     | 10 |
| Miguel Borja     | Palmeiras    | 9     | 12 |
| Jadson           | Corinthians  | 6     | 7  |
| Lautaro Martínez | Racing Club  | 5     | 6  |
| Óscar Cardozo    | Libertad     | 5     | 6  |
| Sassá            | Cruzeiro     | 5     | 6  |
| Darío Benedetto  | Boca Juniors | 5     | 6  |
| Everton          | Grêmio       | 5     | 8  |
| Thiago Neves     | Cruzeiro     | 5     | 10 |
| Ramón Ábila      | Boca Juniors | 5     | 11 |
| Lucas Pratto     | River Plate  | 5     | 14 |

### Asistentes
| Jugador        | Club              | Asistencias |
| -------------- | ----------------- | ----------- |
| Egídio         | Cruzeiro          | 6           |
| Serginho       | Jorge Wilstermann | 5           |
| Cristian Pavón | Boca Juniors      | 5           |
| Anderson Plata | Santa Fe          | 4           |
| Moisés Lima    | Palmeiras         | 4           |

### Equipo Ideal
| Equipo Ideal 2018 | Equipo Ideal 2018 | Equipo Ideal 2018 |
| Pos.              | Futbolista        | Equipo            |
| ----------------- | ----------------- | ----------------- |
| Guardameta        | Franco Armani     | River Plate       |
| Defensa           | Marlon Piedrahíta | Junior            |
| Defensa           | Pedro Geromel     | Grêmio            |
| Defensa           | Walter Kannemann  | Grêmio            |
| Defensa           | Leo Moura         | Grêmio            |
| Centrocampista    | Wilmar Barrios    | Boca Juniors      |
| Centrocampista    | Leonardo Ponzio   | River Plate       |
| Centrocampista    | Gonzalo Martínez  | River Plate       |
| Centrocampista    | Dudu              | Palmeiras         |
| Delantero         | Darío Benedetto   | Boca Juniors      |
| Delantero         | Ramón Ábila       | Boca Juniors      |